# Гук Надія Іванівна
Надія Іванівна Гук (нар. 18 грудня 1953, село Гвардійське, тепер Хмельницького району Хмельницької області) — українська радянська діячка, економіст колгоспу імені Карла Маркса Хмельницького району Хмельницької області. Депутат Верховної Ради УРСР 10-го скликання. 

## Біографія
Народилася в селянській родині.
З 1976 року — економіст колгоспу імені Карла Маркса села Гвардійського Хмельницького району Хмельницької області.
Освіта вища. Закінчила Кам'янець-Подільський сільськогосподарський інститут Хмельницької області.
Обиралася депутатом Хмельницької обласної ради народних депутатів.
Потім — на пенсії у селі Гвардійському Хмельницького району.

## Нагороди та відзнаки
- медалі
- Почесна грамота ЦК ВЛКСМ